# Riccardo Marchiò
Riccardo Marchiò (Roma, 17 settembre 1955) è un generale italiano, che è stato comandante dell'Allied Joint Force Command Brunssum.

## Biografia
È entrato all'Accademia Militare di Modena nel 1974 diplomandosi al 156º corso. Dopo aver conseguito la nomina a sottotenente è stato assegnato al 6º Battaglione bersaglieri "Palestro" a Torino.
Nel 1982, con il grado di capitano prestò servizio come comandante di compagnia nella Missione ITALCON in Libano. Successivamente è stato assegnato alla divisione operazioni del 3º Corpo d'armata di Milano.
Nel 1993 ha preso parte all'Operazione Restore Hope a Mogadiscio, in Somalia e, l'anno successivo è stato destinato al comando del 2º Battaglione bersaglieri "Governolo". Tornato al quartier generale del 3º Corpo d'armata, nel 1997 è stato vicecomandante della forza di protezione multinazionale in Albania.
Con il grado di colonnello ha comandato il 18º Reggimento bersaglieri e con la sua unità è stato schierato in Macedonia per l'operazione "Joint Guarantor" e in Kosovo per l'Operazione "Joint Guardian". Nel 1999 ha  lasciato il 
comando per frequentare l' US Army War College (Classe 2000). Nel 2000, tornato in Italia, divenne Capo Addestramento presso il Comando dell forze operative terrestri di Verona. Nel 2002 è stato selezionato per comandare il contingente italiano in Afghanistan all'interno della Forza internazionale di assistenza alla sicurezza a Kabul. Nell'ottobre 2003 ha assunto la carica di vicecomandante della Brigata meccanizzata "Aosta" e da marzo a luglio 2004 è stato dispiegato in Iraq come viceomandante della forza multinazionale nel settore di sud est (MNDSE) a Basrah.
Da ottobre 2004 a settembre 2005 ha comandato la Brigata meccanizzata "Aosta". Nel periodo dal 2005 al 2008 ha ricoperto diversi incarichi presso lo Stato Maggiore dell'Esercito, tra cui la carica di vicecapo prima e poi di capo dipartimento operazioni e addestramento dello Stato maggiore dell'Esercito. Nell'agosto del 2008 ha assunto la carica di vicecomandante e rappresentante italiano presso il quartier generale dell'Allied Rapid Reactions Corps e in tale veste è stato schierato in Afghanistan per 15 mesi in qualità di alto rappresentante italiano.
Promosso generale di corpo d'armata il 1º luglio 2013, il 24 novembre 2014 ha assunto il comando del NATO Rapid Deployable Corps - Italy di Solbiate Olona, incarico che ha lasciato il 30 settembre 2016 per assumere dal 1º ottobre il Comando delle forze operative terrestri e Comando Operativo Esercito, incarico che ha lasciato, dopo oltre sedici mesi, il 16 febbraio 2018.
Il 21 febbraio 2018 ha assunto il comando dell'Allied Joint Force Command Brunssum in sostituzione del generale Salvatore Farina. Il 31 marzo 2019, Marchiò ha ceduto il comando al generale tedesco Erhard Bühler, lasciando il servizio attivo.